# Colin Bell (maurytyjski piłkarz)
Peter Colin Bell (ur. 17 lutego 1979 w Poudre d’Or) – maurytyjski piłkarz grający na pozycji pomocnika. W swojej karierze rozegrał 37 meczów w reprezentacji Mauritiusa.

## Kariera klubowa
Swoją karierę piłkarską Bell rozpoczął w klubie Maurice Espoir Moka. W sezonie 1998/1999 zadebiutował w jego barwach w pierwszej lidze maurytyjskiej. W 2003 roku odszedł do Faucon Flacq SC, z którym w sezonie 2003 wywalczył wicemistrzostwo Mauritiusa. W latach 2004–2018 był piłkarzem Pamplemousses SC, w którym zakończył karierę. Wraz z nim wywalczył pięć mistrzostw Mauritiusa w sezonach 2005/2006, 2010, 2011/2012, 2016/2017 i 2017/2018 oraz cztery wicemistrzostwa w sezonach 2006/2007, 2007/2008, 2013/2014 i 2015/2016. Zdobył też trzy Puchary Mauritiusa w latach 2009, 2016 i 2018.

## Kariera reprezentacyjna
W reprezentacji Mauritiusa Bell zadebiutował 26 czerwca 2006 roku w przegranym 1:2 towarzyskim meczu z Tanzanią. Od 2006 do 2017 wystąpił w kadrze narodowej 37 razy.